# C14 (tunnelbanevagn)

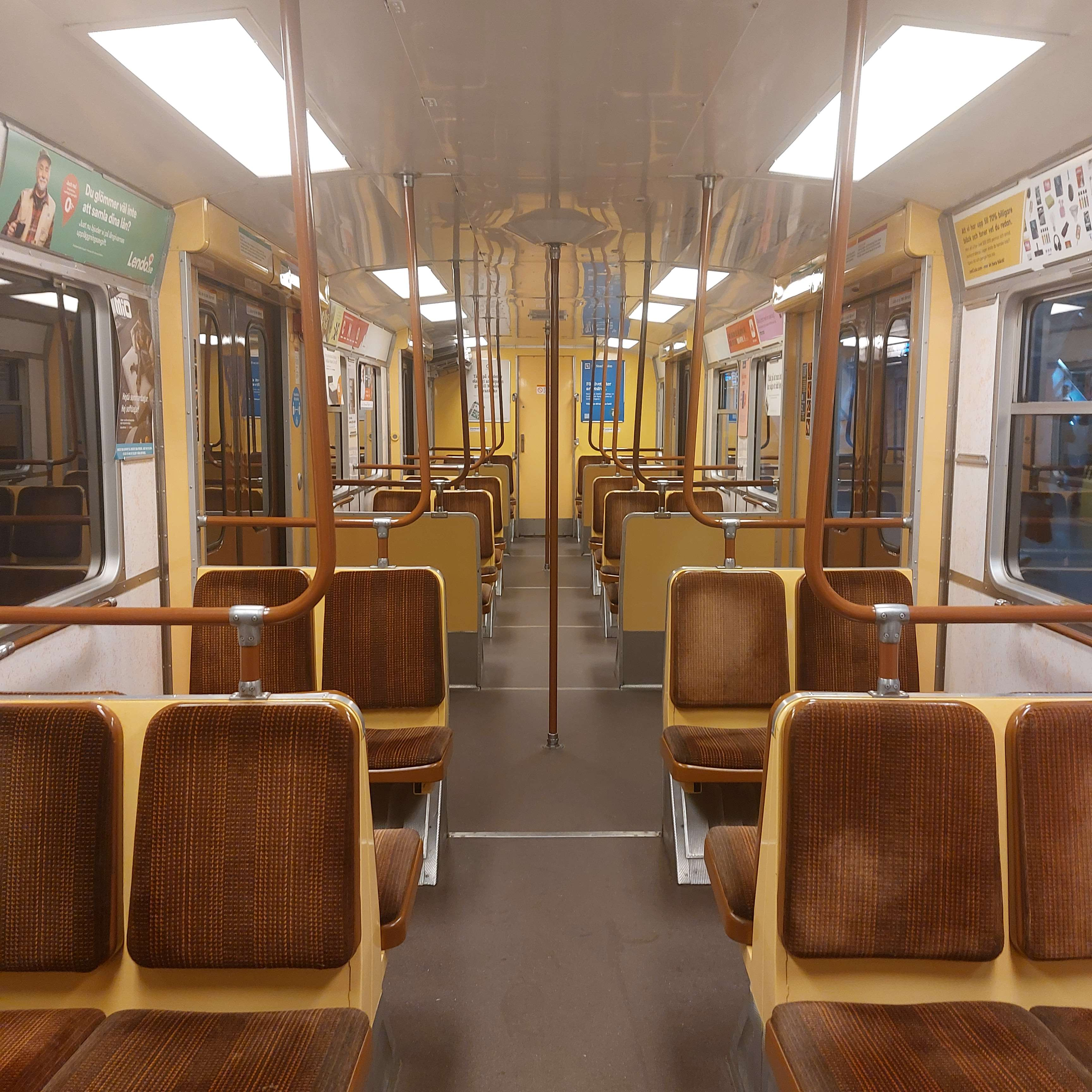
Interiören i en C14-vagn (vagn 1342).

C14 var en typ av tunnelbanevagn i Stockholms tunnelbana som tillverkades av Asea och Hägglund & Söner mellan 1985 och 1989. Totalt tillverkades 126 exemplar av C14. 
Till skillnad från C6-C9 som byggdes från grunden, så återanvände C14 mycket av utrustningen från äldre C2-C3-vagnar. Vagnskorgen är av typen C6 medan viss elektrisk utrustning kommer från de utrangerade C1-C3-vagnarna.
C14 fick modern tyristorreglering av start och broms, samma typ som på C9. Hyttombyggnad utfördes på 122 av de 126 vagnarna. De fyra vagnar som inte fick hyttombyggnad hade vagnsnummer 1280-1281 och 1298-1299.
Hyttombyggnaden på C14 påbörjades 1997 och avslutades 1998. C14 trafikerade främst gröna linjen, men när C20 tog över all trafik på gröna linjen i början av 2004, flyttades C14 över till röda och blå linjen.
De första 40 C14-vagnarna, med nummer 1274-1313, hade en grön färgsättning. Under början av 90-talet (mellan åren 1990 och 1993) genomgick de en ommålning i Bernadotteblå färg, liksom många andra Cx-vagnar under samma period. C14, liksom C15, fick även en invändig uppfräschning under början av 2000-talet. Den ursprungliga orange färgsättningen byttes ut mot en gul färg, i likhet med C6.
Samtliga C14-vagnar gick parkopplade med semipermanent dragstång, precis som C15, vilket innebar att två vagnar gick som en enhet. Endast vid tyngre underhåll skedde isärkoppling. C14 var den vagnstyp som levererades sist av Cx-vagnstyperna och tillverkades samtidigt som C15.

Efter att C6 och C15 tagits ur trafik under våren 2023, i och med röda linjens uppgradering, var C14 den enda kvarvarande vagnstypen av de äldre Cx-vagnarna i Stockholms tunnelbana. Den 10 februari 2024 höll SL en lång avskedsresa med tåget. Den sista turen under avskedsresan gick mellan stationerna Mörby Centrum och Liljeholmen, och därmed avslutades en över 70-årig epok med den äldre generationen tunnelbanevagnar.

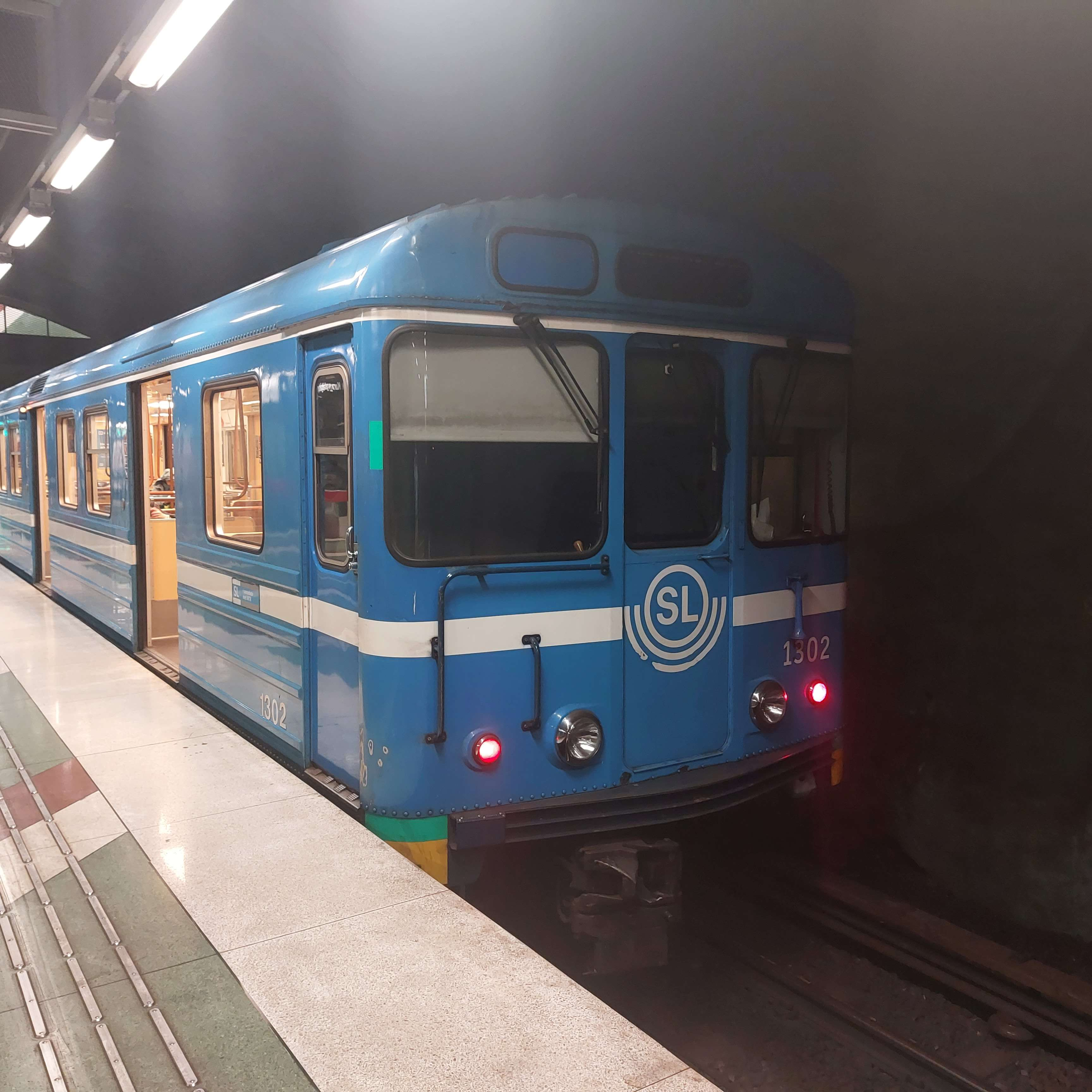
C14, med vagn 1302 som ledarvagn vid Kungsträdgården i rusningstrafik hösten 2023.

## Hyttombyggnad
Förarhytten till tunnelbanevagnar av typ C6, C7, C8, C9, C10, C11, C12, C13, C14, C14z, C15 och C16 (C6-C16) utvecklades i slutet av 1960-talet inför leveransen av C6.
Tanken var att konstruera en modern hytt med god sikt och bättre värmeisolering än tidigare vagnar haft, automatisk inbromsning vid restriktiv hyttsignal, snabbstart samt anpassning för enmansdrift.
Efter en del år började ett flertal förare få besvär med rygg och axlar vid körning av dessa vagnar och problemen lokaliserades till körspakarna som måste hållas "med tryck" i fartläge.
Efter prov med flera varianter av körspakar beslöts att installera ett enspaksbord med en "päronknopp" som är fjäderbelastad i vertikalled men ej horisontalled mellan noll och fartläge.
Samtidigt infördes en fotpedal som ett alternativt säkerhetsgrepp. Vidare infördes nya uppladdnings- och nödbromsenheter i stället för de föråldrade förarbromsventilerna, fasta nya förarstolar samt nya strömställarpaneler.
Denna typ av ombyggnad genomfördes under 1990-talet och början på 2000-talet på C6, C8, C12, C13, C14 och C15. En förenklad variant genomfördes på Saltsjöbanans C10 och C11.

## C14z - variant av C14
C14z var en variant av C14, och endast 4 vagnar av denna modell konstruerades. Dessa vagnar hade nummerserien 1460-1463 och tillverkades mellan åren 1987 och 1988.
Till skillnad från C14 så använder sig C14z av asynkronmotorer. Vagntypen har också en lägre motorstyrka (420 kW) i jämförelse med ordinarie C14 som har en motorstyrka på 440 kW. I och med sin annorlunda motortyp fick vagnarna fungera som testbänk för teknik inför de då kommande C20-vagnarna.
C14z hade inte heller en statisk batteriladdare som hjälpkraft vilket C14 har.

## C19-projektet
Under slutet på 90-talet och början på 2000-talet så var det tänkt att C7, C9, C14 och C15 skulle byggas om till C19 med inredning liknande den i C20, målning liknande C20 och skulle även bli samkörbara med C17 och C18. Detta projekt minskades i omfattning till att resultera bara i uppfräschade inredning samt varningssignaler för dörrarna av liknande typ som C20 och C7 kom att skrotas istället för att byggas om. 

## Branden i Rinkeby 16 maj 2005
Vagnstypen C14 har varit inblandad i en större brandincident som skedde i Rinkeby den 16 maj 2005 där ett norrgående tunnelbanetåg på väg mot Hjulsta på blå linjen började brinna. Det var i vagnsparet C14 1300–1301 som befann sig i mitten av tåget som branden startade strax efter kl. 08:00 på morgonen. Problemen började redan efter avgång från Rissne där resande i tåget noterat röklukt och kraftiga ljussken/blixtar under tåget. I samband med trafikuppehållet för resande på plattformen i Rinkeby övergick överslagen i underredet på vagn 1301 till en fullt utvecklad brand. Det var ett större elfel i underredet på vagn 1301 där ett antal överslag i kombination med att banmatningens skyddsfunktioner ej fungerade resulterade i brandens förlopp. 12 personer rökskadades och släck/räddningspådraget i samband med branden blev mycket omfattande. Trafikstoppet på blå linjen blev även det omfattande. Det brandskadade vagnparet fick därmed återanvända delar från vagnparet 1394-1395, som blev skrotat.

## De sista C14-vagnarna
Totalt fanns det sjutton stycken C14-vagnar när de togs ur trafik 2024. En C14 vagn, med vagnsnummer 1398, har magasinerats av Spårvägsmuseet. Tolv stycken kommer vid tillfälle genomgå en ombyggnation för att senare kunna köras på Saltsjöbanan, eller användas för reservdelar ska kunna plockas till den befintliga fordonsflottan. Två av vagnarna ska användas som arbetsfordon medan ytterligare två ska användas som brandövningsvagnar.

## Trycka källor
- Diehl, Ulf och Nilsson, Lennart (2003). Svenska Lok & motorvagnar 2003. Förlagsstallet HB Göteborg. ISBN 91-85098-98-1
- Diehl, Ulf och Nilsson, Lennart (2009). Svenska Lok & motorvagnar med personvagnar 2009. Förlagsstallet HB Göteborg. ISBN 978-918519504-6
- Alfredsson, Björn och Berndt, Roland samt Harlén, Hans (2000). Stockholm Under 50 år – 100 stationer. Brombergs. ISBN 91-7608-832-4